# Muḩammadçon Raḩimov
Muḩammadçon Raḩimov (in tagico Муҳаммадҷон Раҳимов?; Kuljab, 15 ottobre 1998) è un calciatore tagiko, centrocampista dell'Istiklol.

## Carriera

### Club
Ha giocato nella prima divisione tagika, in quella kazaka ed in quella uzbeka.

### Nazionale
Ha esordito in nazionale il 27 agosto 2016 nella partita Tagikistan-Siria (0-0).
Nel 2023 ha partecipato alla Coppa d'Asia.

## Palmarès

### Club

#### Competizioni nazionali
- Campionato tagiko: 4

Istiklol: 2018, 2019, 2020, 2021
- Coppa del Tagikistan: 2

Istiklol: 2018, 2019
- Supercoppa del Tagikistan: 3

Istiklol: 2018, 2020, 2021